# Distrikt Santa Ana de Huaycahuacho
Der Distrikt Santa Ana de Huaycahuacho liegt in der Provinz Lucanas in der Region Ayacucho in Südzentral-Peru. Der Distrikt wurde am 21. Mai 1962 gegründet. Er besitzt eine Fläche von 45,5 km². Beim Zensus 2017 wurden 828 Einwohner gezählt. Im Jahr 1993 lag die Einwohnerzahl bei 797, im Jahr 2007 bei 745. Sitz der Distriktverwaltung ist die 2967 m hoch gelegene Ortschaft Santa Ana de Huaycahuacho mit 819 Einwohnern (Stand 2017). Santa Ana de Huaycahuacho liegt 55 km nordnordöstlich der Provinzhauptstadt Puquio.

## Geographische Lage
Der Distrikt Santa Ana de Huaycahuacho liegt im Andenhochland im Nordosten der Provinz Lucanas. Der Río Sondondo (auch Río Lucanas) fließt entlang der nordwestlichen Distriktgrenze nach Norden.
Der Distrikt Santa Ana de Huaycahuacho grenzt im Südwesten und im Nordwesten an den Distrikt Aucara sowie im Norden und im Osten an den Distrikt Huacaña (Provinz Sucre).